# ダルメシアン 100と1ぴきの犬の物語
『ダルメシアン 100と1ぴきの犬の物語』（ダルメシアン ひゃくといっぴきのいぬのものがたり、原題：The Hundred and One Dalmatians）は、ドディー・スミスによる児童文学作品である。1956年にイギリスで発表された。続編は『続・ダルメシアン 100と1ぴきの犬の冒険』（1967年）。
ドディー・スミスがこの本をウォルト・ディズニーに献本したことがきっかけで、アニメーション映画『101匹わんちゃん』（1961年）が制作されることになった。
日本では1996年11月に『Modern Classic Selection 1 ダルメシアン 100と1ぴきの犬の物語』のタイトルで文溪堂から発売された。1997年3月1日に『ダルメシアン 100と1ぴきの犬の物語』のタイトルで再版された。1997年の第44回産経児童出版文化賞を受賞。

## 登場キャラクター
ポンゴ（Pongo）
主人公のダルメシアン。ひょんなことからミセスと惹かれ合い、結婚する。
ミセス（Missis）
ヒロイン。ポンゴの妻となるメスのダルメシアン。
クルエラ・デ・ビル（Cruella De Vil）
毛皮マニアの犯罪者。ポンゴとミセスのもとから子犬を誘拐する。
デアリーさん夫妻（Dearly couple）

## 日本語訳
- 『Modern Classic Selection 1 ダルメシアン 100と1ぴきの犬の物語』（文渓堂、1996年11月第1刷発行 341頁(22cm)）ISBN 4-89423-157-3
- 『ダルメシアン 100と1ぴきの犬の物語』（文渓堂、1997年3月1日第1刷発行 365頁(18cm)）ISBN 4-89423-179-4
  - ドディー・スミス／著、ジャネット&アン・グラハム＝ジョンストン（英語版）／絵、ジョン・バトラー／表紙絵、熊谷鉱司／訳